# Turňa
La Turňa (en hongrois : Torna ; en allemand : Tornau) est une petite rivière de Slovaquie. Elle coule près de la frontière hongroise et se jette dans la Bodva.